# Gliese 1214
Gliese 1214 è una stella nana rossa nella sequenza principale di magnitudine 14,7 situata nella costellazione dell'Ofiuco (Ophiuchus, Oph). Dista circa 42 anni luce dal sistema solare. Nel 2009 fu scoperto un esopianeta attorno alla stella, del tipo mininettuno.

## Osservazione
Si tratta di una stella situata nell'emisfero celeste boreale, ma molto in prossimità dell'equatore celeste; ciò comporta che possa essere osservata da tutte le regioni abitate della Terra senza alcuna difficoltà, rendendosi invisibile soltanto dalle aree più interne del continente antartico. Nell'emisfero nord invece appare circumpolare solo molto oltre il circolo polare artico, da latitudini superiori a 85° nord circa. Essendo di magnitudine pari a 14,7, non è osservabile ad occhio nudo.

## Caratteristiche fisiche
La stella è una nana rossa nella sequenza principale; possiede una magnitudine assoluta di 14,1 e la sua velocità radiale negativa indica che la stella si sta avvicinando al sistema solare.
Ha una massa pari a circa un sesto di quelle del Sole e una temperatura superficiale che si stima pari a circa 3.250 °C. La sua luminosità arriva soltanto allo 0,46% di quella del Sole.
Le stime per il raggio stellare sono del 15% maggiori rispetto a quanto predetto dai modelli teorici.

## Sistema planetario
A metà dicembre del 2009, un team di astronomi dello Harvard-Smithsonian ha annunciato la scoperta di un pianeta extrasolare in orbita attorno alla stella. Inizialmente si pensò che un pianeta con queste caratteristiche fosse classificabile come una Super Terra di tipo roccioso, tuttavia da studi degli anni 2010 pianeti con raggi superiori a 1,6 r⊕ sono probabilmente dei nani gassosi con spessi involucri di idrogeno ed elio che li circondano.
Prospetto del sistema
| Pianeta | Tipo         | Massa        | Raggio  | Periodo orb. | Sem. maggiore | Eccentricità | Incl. orbita | Scoperta |
| ------- | ------------ | ------------ | ------- | ------------ | ------------- | ------------ | ------------ | -------- |
| b       | Nano gassoso | 8,17±0,43 M⊕ | 2,75 r⊕ | 1,58 giorni  | 0,0149 UA     | <0,063       | 88,7°        | 2009     |